# Nils Courbaron
Nils Courbaron (Parigi, 25 gennaio 1990) è un musicista e chitarrista francese, meglio noto per essere l'attuale chitarrista solista per il gruppo musicale symphonic gothic metal norvegese Sirenia (dal 2018) e il gruppo death metal francese Think Of A New Kind (dal 2012).

## Biografia
Courbaron iniziò a suonare la chitarra all'età di 13 anni influenzato da Alexi Laiho, Jeff Loomis, Kiko Loureiro e Michael Romeo. È inoltre endorser per ESP Guitars.

## Discografia

### Con i Sirenia
- Arcane Astral Aeons (2018)

### Con i Think Of A New Kind
- Symbiosis (2015)
- Ideals Will Remain (2020)

### Progetto Solista
- Madness Leads To Death (EP, 2011)
- Rebirth (single, 2013)
- 3 Days In Hell (single, 2019)

## Strumentazione
- ESP EII Horizon FR7 BTB
- ESP EII Horizon NT7

- EDWARDS E-HR-III NT7
- EDWARDS E-MR-FR7